# Итажоби
Итажоби (порт. Itajobi)  —  муниципалитет в Бразилии, входит в штат Сан-Паулу. Составная часть мезорегиона Сан-Жозе-ду-Риу-Прету. Входит в экономико-статистический  микрорегион Нову-Оризонти. Население составляет 15 007 человек на 2006 год. Занимает площадь 501,842 км². Плотность населения — 29,9 чел./км².
Праздник города —  4 апреля.

## Статистика
- Валовой внутренний продукт на 2003 составляет 231.438.087,00 реалов (данные: Бразильский институт географии и статистики).
- Валовой внутренний продукт на душу населения на 2003 составляет 15.796,74 реалов (данные: Бразильский институт географии и статистики).
- Индекс развития человеческого потенциала на 2000 составляет 0,798 (данные: Программа развития ООН).